# Le scarpe logorate dal ballo

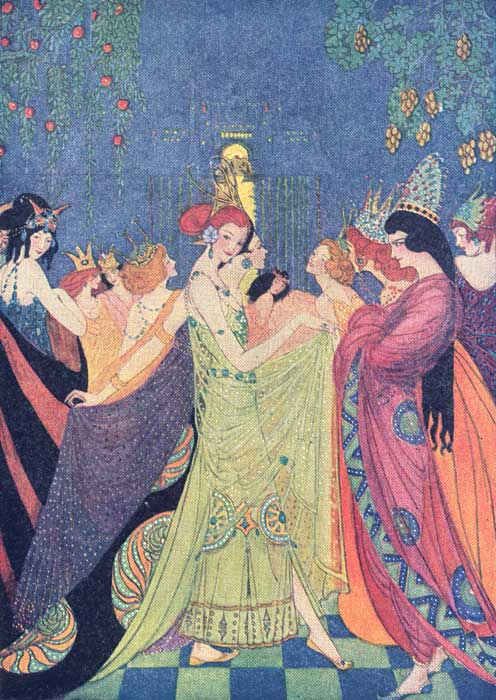
Le principesse al ballo. Illustrazione di Elenore Abbott del 1920

Le scarpe logorate dal ballo (in tedesco: Die zertanzten Schuhe) nota anche come Le scarpe da ballo, Le scarpe che han ballato, Le scarpe che ballarono troppo o Le dodici principesse danzanti, è una fiaba popolare europea esistente in numerose varianti, ma maggiormente nota nella versione riportata dai fratelli Grimm nella loro raccolta Le fiabe del focolare (Kinder- und Hausmärchen, 1812-1815), nella quale occupa il numero 133.

## Trama
Un re ha dodici figlie, una più bella dell'altra. Durante la notte, le principesse consumano misteriosamente le suole delle loro scarpe come se avessero danzato, sebbene la porta della loro camera venga sempre chiusa a chiave. Il re emana un editto offrendo una delle sue figlie in sposa e il suo trono a chiunque riesca a scoprire il mistero, con la condizione che qualora fallisse verrebbe giustiziato. Dopo che molti principi hanno perso la vita tentando l'impresa, fa il suo arrivo nel regno un soldato ferito in guerra. Lungo la strada il soldato incontra una vecchina, alla quale confessa il suo desiderio di provare a svelare il mistero e di diventare re. La donna gli dice che la cosa non è poi così difficile, e gli dona un mantello dell'invisibilità, avvertendolo di non accettare il vino che gli verrà offerto a palazzo. A corte il soldato è accolto con tutti gli onori, dove viene vestito con abiti regali.
Giunta l'ora di coricarsi, il soldato viene scortato in una camera adiacente a quella delle principesse, dove la sorella maggiore gli offre del vino. Questi (che aveva preparato una spugna nascosta sotto al mento) ci versa il vino con il sonnifero, e messosi a letto finge di russare pesantemente sotto lo scherno delle principesse. Dopo essersi adornate di tutto punto, le dodici sorelle sgattaiolano via attraverso un passaggio segreto nel pavimento, posto sotto il letto della sorella maggiore. Senza essere visto il soldato le segue indossando il mantello. Discendendo la scalinata il soldato pesta il vestito della sorella minore, che avvertita una presenza estranea s'impaurisce, per poi essere rimproverata dalla sorella maggiore. Il gruppo attraversa tre viali alberati: il primo con foglie d'argento, il secondo d'oro e il terzo di pietre preziose. Ogni volta il soldato stacca un ramo da portare al re come prova. Ogni qual volta un ramo viene spezzato da un albero, questo emana un gran boato spaventando la principessa più piccola, che viene puntualmente rimbeccata dalla maggiore. Arrivate dinanzi ad un vasto lago sotterraneo, le principesse vengono condotte sull'altra sponda da dodici principi, ciascuno a bordo della propria barca. La sorella minore e il suo cavaliere si chiedono perché la loro barca sia più lenta delle altre, ignari che il soldato sia a bordo con loro. Arrivati a terra, i principi conducono le principesse in un meraviglioso castello illuminato a festa, dal quale risuonano musiche di trombe e tamburi. 

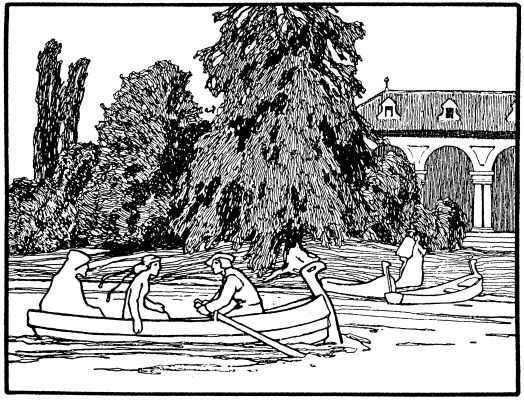
Il soldato segue le principesse al ballo. Illustrazione di Otto Ubbelohde del 1909.

Qui ogni principessa danza con il proprio cavaliere. Il soldato invisibile prende parte alle danze, e ogni volta che una principessa porta un bicchiere alla bocca nell'atto di bere, lui beve al suo posto, spaventando la principessa minore che viene prontamente redarguita dalla maggiore. Alle tre del mattino, le principesse esauste vengono ricondotte sull'altra sponda dai principi, per poi ritornare da sole nella loro stanza con le scarpe rovinate. Il soldato le precede facendosi trovare già nel suo letto, venendo nuovamente deriso dalla principessa più grande. L'episodio si ripete per tre notti e durante la terza notte il soldato riesce anche a portare via dalla festa un bicchiere. Una volta convocato di fronte al re, il soldato racconta tutto ciò che ha visto, esponendo i tre rami e il bicchiere come prove. A questo punto Il re chiede delle spiegazioni alle sue figlie, che colte in flagrante sono costrette a confessare. Allora il re domanda al soldato quale delle sue figlie desideri sposare. Questi, conscio di non essere più giovanissimo, sceglie di prendere in moglie la maggiore. A questo punto il re promette al soldato che alla sua morte il regno gli apparterrà. I dodici principi cadono invece vittime di un incantesimo, che li condanna a danzare nel regno sotterraneo per tanti giorni quante furono le notti con cui danzarono con le principesse.

## Classificazione
- Sistema di classificazione Aarne-Thompson: tipo 306, The Danced-out Shoes.[1]

## Origini
I fratelli Grimm pubblicarono originariamente la fiaba nel 1815, al numero 47 nel secondo volume della loro raccolta, per poi revisionarla nella riedizione del 1843. Nella versione da loro riportata le principesse vengono rappresentate come personaggi sgradevoli, che ingannano ripetutamente e senza alcun rimorso i loro pretendenti, pur sapendo di mandarli incontro alla morte. Il testo non specifica se tanta insensibilità sia causata o meno da un incantesimo. Gli esperti di folklore Iona e Peter Opie fanno notare come la foresta ingioiellata ricordi quella descritta nell'Epopea di Gilgameš. La scena in cui il soldato stacca il ramo d'oro durante la sua discesa nel regno sotterraneo, è ripresa invece dall'episodio della catabasi di Enea nell'Ade, presente nell'Eneide di Virgilio. Wilhelm Grimm apprese la storia dalla sua amica Jenny von Droste-Hülshoff, appartenente alla famiglia Haxthausen, che l'aveva a sua volta sentita a Monaco. Furono inoltre riportate dai Grimm nelle note di comparazione della fiaba altre due versioni della storia con alcune variazioni, rintracciate nell'Assia e a Paderborn in Vestfalia.
- Nella versione dell'Assia, è una sola la principessa a consumare dodici paia di scarpe ogni notte, che devono poi essere riparate da dodici apprendisti calzolai, e recapitate alla principessa di notte da uno di loro a rotazione. Giunto il turno dell'apprendista più giovane, questo riesce a nascondersi sotto al letto della principessa, approfittando della sua assenza. Allo scoccare delle undici, fanno il loro ingresso nella camera undici principesse tramite un passaggio nel pavimento. Le fanciulle indossano le scarpe destinate alla principessa, che viene da loro condotta in un regno sotterraneo, dove attraversano un lago a bordo di una barca. Il barcaiolo si accorge però che la barca è più pesante del solito; il ciabattino è infatti riuscito a seguire le fanciulle senza essere visto. Una volta arrivate sull'altra sponda, le principesse attraversano dodici giardini fioriti. Dopo essersi adornate con i fiori, le ragazze arrivano ad un castello, nel quale danzano assieme a dodici principi. Anche il garzone partecipa alla festa, dove viene scorto dalla principessa che si innamora subito di lui, iniziando a manifestare malinconia. Una volta consumate le scarpe, le fanciulle riaccompagnano la principessa in superficie. Il mattino seguente, la principessa comunica al mastro calzolaio che non le servono più dodici paia di scarpe, ma un solo paio che le dovrà essere consegnato dall'apprendista più giovane. Tuttavia il ragazzo si rifiuta di andare, non essendo ancora il suo turno. Viene quindi incaricato l'apprendista più vecchio, che la fanciulla rimanda indietro. A lui fanno seguito tutti gli altri ciabattini, che vengono sistematicamente rifiutati dalla principessa. Arrivato finalmente il suo turno, il garzone più giovane si presenta dalla principessa che lo accoglie a braccia aperte, ringraziandolo per averla salvata dal sortilegio delle undici principesse cattive e dichiarandolo suo sposo prescelto[5].
- Nella versione di Paderborn sono invece tre le principesse a consumare le scarpette durante la notte, per le quali dodici pretendenti rischiano la vita in cambio della mano della sorella minore. In questa versione viene introdotto il personaggio del soldato, che si presenta a palazzo riuscendo a sventare il tranello del sonnifero nel vino tesogli dalle principesse. Durante la notte il soldato segue le fanciulle attraverso un passaggio segreto che porta ad un lago, dove queste sono attese da tre giganti. I giganti portano le tre principesse in spalla attraverso il lago, fino ad un castello di rame. Il soldato rimasto sull'altra sponda, incontra un leone e una volpe, che si contendono un mantello dell'invisibilità e un paio di stivali, in grado di trasportare chiunque in qualsiasi luogo. Per porre fine alla disputa il soldato suggerisce loro di allontanarsi di trenta passi e di voltarsi; il primo che riuscirà ad acciuffare gli oggetti fatati se li terrà. I due seguono il suggerimento, ma non appena si allontanano il soldato indossa mantello e stivali, ai quali comanda di portarlo al castello. Qui, il soldato inosservato si siede al fianco della sorella maggiore, mangiando il suo cibo ogni qual volta questa se lo porti alla bocca. Dopo il pasto hanno inizio le danze, che durano finché le scarpe delle principesse non si riempiono di buchi. A questo punto le tre vengono riportate dai gianti sull'altra sponda, mentre il soldato si fa trovare già a letto grazie agli stivali. Durante la seconda notte, tutto si svolge esattamente come in quella precedente, ma in questo caso il castello è d'argento e il soldato siede vicino alla secondogenita; mentre alla terza notte il castello è dorato e lui è seduto di fianco alla minore. Il giorno seguente il soldato svela il mistero al re, ottenendo quindi la mano della principessa minore e governando il regno alla morte del re[5].

## Varianti

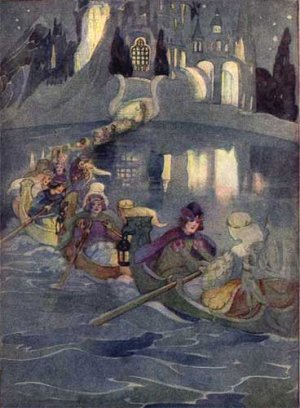
Le principesse si recano al ballo. Illustrazione di Anne Anderson del 1930

Secondo l'etnologo Stith Thompson la fiaba risalirebbe a non prima del XVII secolo. Fino a cinquecento varianti del racconto possono essere riscontrate in molti stati dell'Europa centrale: dalla Serbia alla Finlandia, fino alla Russia. Il numero delle principesse coinvolte varia a seconda delle versioni, così come l'estrazione sociale dell'eroe protagonista. In alcune varianti la principessa stregata si reca al ballo accompagnata da creature soprannaturali o con il diavolo in persona. Gli editori dell'età vittoriana, considerando inappropriato per dei bambini il destino di "vincere o morire" riservato ai pretendenti delle principesse, modificarono spesso questo aspetto della storia.
La variante russa: Le danze notturne, pubblicata da Aleksandr Afanas'ev in Narodnye russkie skazki, è particolarmente simile alla fiaba dei Grimm. In questa versione dodici principesse consumano un diverso paio di scarpe ogni notte, danzando in un regno sotterraneo alla corte di uno zar stregato. In questo caso il tutto si svolge durante una sola notte. Il mistero viene svelato da un nobile di bassa estrazione (sempre con l'ausilio di un mantello magico), il quale porta un fiore dorato come prova allo zar, vincendo così la mano della sorella minore, che aveva già avvertito la sua presenza nel corso delle scorribande notturne.
Le dodici principesse danzanti, è invece una variante francese scritta da Charles Deulin in Contes du Roi Cambrinus nel 1874, rielaborata basandosi sul testo dei Grimm, e in seguito riportata anche da Andrew Lang nel 1890 ne Il libro rosso delle fiabe. In questa variante i pretendenti prendono parte alle danze notturne, per poi bere un filtro magico offerto loro dalle principesse, che li imprigiona nel regno sotterraneo costringendoli a danzare con loro ogni notte. Il protagonista è Michael, un pastore di mucche proveniente da Montignies-sur-Roc che si fa assumere come garzone giardiniere al Castello di Beldiletto, attirando le attenzioni della principessa minore Lina. Grazie all'aiuto di una fata, Michael assiste indisturbato ai balli per svariate notti, finché non si lascia smascherare volontariamente dalle principesse nel tentativo di conquistare Lina. Quando giunge il suo turno di bere il filtro magico sarà proprio Lina a supplicarlo di non bere. La storia termina con il matrimonio dei due giovani, mentre le altre principesse sposano i pretendenti che vengono liberati dall'incantesimo.
Kate Crackernuts (o Katie Crackernuts), è una versione scozzese proveniente dalle isole Orcadi, pubblicata per la prima volta da Lang sulla rivista Longman's Magazine nel 1889, e poco dopo riportata da Joseph Jacobs con alcune variazioni nella raccolta English Fairy Tales. In questa particolare variante i ruoli sono invertiti: l'eroina è una principessa di nome Kate, fuggita dal suo palazzo con la sorella Anne, dopo che la madre di Kate aveva trasformato la testa della sorella in quella di una pecora. Giunte in un altro reame le fanciulle vengono ospitate da un re con un figlio malato. Durante la notte Kate segue il principe fuori dal palazzo, scoprendo che è costretto dall'incantesimo di alcune fate a recarsi con loro nelle viscere di una collina, dove lo fanno danzare fino allo stremo. La seconda notte Kate distrae un bebè di fata con alcune noci, riuscendo a sottrargli una bacchetta magica con cui fa tornare sua sorella alla normalità. Durante la terza notte con lo stesso stratagemma, la fanciulla si impossessa di un uccellino incantato, che fa addentare per tre volte dal principe dopo averlo cucinato, liberandolo così dall'incantesimo e diventando sua moglie, mentre Anne sposerà il fratello del principe.

## Adattamenti
- Nel film del 1962 dedicato alla vita dei fratelli Grimm: Avventura nella fantasia (The Wonderful World of the Brothers Grimm), viene raccontata la variante della fiaba in cui è presente una sola principessa, interpretata da Yvette Mimieux, che si innamora di un taglialegna interpretato da Russ Tamblyn.
- Die zertanzten schuhe film della Germania dell'Est, prodotto nel 1977 dalla DEFA in collaborazione con DFF, in cui le principesse sono sette anziché dodici.
- The Dancing Princesses, film del 1978 prodotto dalla televisione britannica con Jim Dale e Gloria Grahame, in cui sono presenti sei principesse.
- Nell'ultimo episodio della serie TV prodotta da Shelley Duvall: Nel regno delle fiabe (Faerie Tale Theatre, 1982-87), diretto da Peter Medak con Lesley Ann Warren e Peter Weller, sono presenti sette principesse.
- Nella serie TV anime Le fiabe son fantasia (Gurimu meisaku gekijō, 1987-89), l'episodio 22: La principessa dalle scarpette rosse, è basato sulla variante dei Grimm in cui vi sono tre principesse, che il soldato salva dal sortilegio di tre demoni anziché dai giganti.
- Le dodici principesse danzanti, quinto episodio della seconda stagione della serie animata Happily Ever After: Fairy Tales for Every Child (1995-2000) prodotta dalla HBO.
- Nella serie animata Fiabe Ungheresi (Magyar népmesék, 1980-2011), l'episodio 11 della sesta stagione è basato su una variante ungherese del racconto, in cui tre principesse danzano con dodici diavoli.
- Barbie in le 12 principesse danzanti (2006), libero adattamento animato in CGI della fiaba dei Grimm, in cui Barbie nel ruolo della principessa Genevieve deve salvare il regno e suo padre dalla perfida duchessa Rowena, aiutata dalle sue undici sorelle e dal ciabattino Derek interpretato da Ken.
- Simsalagrimm (Simsala Grimm, 1999-2010), serie animata tedesca della Hahn Film, episodio 11 della terza stagione.
- Nella serie tedesca Le più belle fiabe dei fratelli Grimm (Sechs auf einen Streich), l'episodio 4 della quarta stagione, diretto da Wolfgang Eißler con Carlo Ljubek e Inez Bjørg David, è dedicato a questa fiaba.